# Joseph Hengesbach
Joseph Hengesbach (* 15. März 1860 in Bad Fredeburg; † 6. Januar 1940) war ein katholischer Publizist.

## Werdegang
Der Sohn eines Kaufmanns besuchte die Realschule in Fredeburg und von 1875 bis 1877 das Gymnasium Carolinum in Osnabrück und das Gymnasium in Attendorn. Sein Abitur machte er 1880. Anschließend studierte er vier Semester an der Universität Münster und drei Semester in Universität Marburg Philosophie. In Münster besuchte er Vorlesungen der Professoren Gustav Körting, Peter Langen (1835–1897), Gideon Spicker und Wilhelm Storck. 
Mit seinem Beitrag zur Lehre von der Inclination im Provenzalischen wurde Hengesbach 1885 an der Universität Marburg beim Romanisten Prof. Edmund Max Stengel zum Dr. phil. promoviert. Hengesbach wurde neben seiner Arbeit als Gymnasiallehrer Mitarbeiter der reformorientierten katholischen Zeitschrift Hochland. Hengesbach war während eines innerkatholischen Literaturstreits, der nach der Jahrhundertwende etwa parallel zum Zentrumsstreit ablief, ein Gegner der Integralisten.

## Werke (Auswahl)
- Beitrag zur Lehre von der Inclination im Provenzalischen, Dissertation, 1885
- Readings of Shakespeare: Illustrative of the poet's art, plots, and characters; ein Lesebuch für höhere Schulen, Heyfelder, 1901
- Frankreich in seinem Gesellschafts- und Staatsleben, Eugen Diederichs Verlag, 1915
- Übungsstücke zum Übersetzen ins Französische für die Oberstufe höherer Lehranstalten, Weidmann, 1929

## Herausgeber
- ab 1876 war er Herausgeber der Sammlung französischer und englischer Schriftsteller
- ab 1894 gab er mit dem Lehrer Leopold Bahlsen (1860–1936) die Schulbibliothek französischer und englischer Prosaschriften aus der neueren Zeit heraus
- Für die Reihe Westfälische Lebensbilder verfasste Hengesbach das Porträt des evangelischen Pädagogen und Politikers Julius Ostendorf (1823–1877).

## Einzelnachweis
1. ↑  Joseph Hengesbach, Bibliothek für Bildungsgeschichtliche Forschung, abgerufen am 7. Oktober 2012.

| Personendaten    | Personendaten                    |
| ---------------- | -------------------------------- |
| NAME             | Hengesbach, Joseph               |
| KURZBESCHREIBUNG | deutscher katholischer Publizist |
| GEBURTSDATUM     | 15. März 1860                    |
| GEBURTSORT       | Bad Fredeburg                    |
| STERBEDATUM      | 6. Januar 1940                   |